# Paroisse d'Inkerman
Pour les articles homonymes, voir Inkerman.
La paroisse d'Inkerman est une paroisse civile du comté de Gloucester, au nord-est du Nouveau-Brunswick. Elle correspond aux territoires des DSL d'Évangéline, d'Inkerman, de Landry, de Maltempèque, de Pokemouche, de Sainte-Rose et de Six Roads.

## Histoire

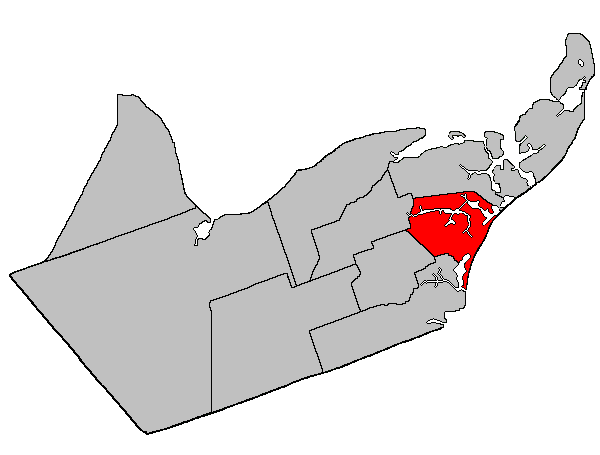
Situation sur une carte des paroisses civiles du comté de Gloucester (certains DSL et municipalités ne sont donc pas montrés).

1814 : La paroisse de Saumarez est formée à partir de la paroisse d'Alnwick.
1826 : Le comté de Gloucester est formé à partir du comté de Northumberland.
1831 : La paroisse de Caraquet est formée à partir de la paroisse de Saumarez.
1851 : La paroisse de Shippagan est formée à partir de la paroisse de Caraquet. La même année, la paroisse d'Inkerman est créée à partir de la paroisse de Shippagan.
1867 : Confédération canadienne.
1881 : La paroisse de Saint-Isidore est créé à partir de portions des paroisses d'Inkerman et de Saumarez.
1897 : La paroisse de Paquetville est formée à partir de portions des paroisses de Caraquet et d'Inkerman.
La municipalité du comté de Gloucester est dissoute en 1966. La paroisse d'Inkerman est subdivisée en huit districts de services locaux en 1967: Inkerman, d'Évangéline, de Landry, de Maltempec, de Pokemouche, de Pont-Landry, de Sainte-Rose et de Six Roads.

## Ancienne administration paroissiale
|  | Indépendant | 1925 - 192? | Venus Robichaud Edward Gibbs     |
|  | Indépendant | 1931 - 19?? | Jerry Muzerolle Venice Robichaud |